# Henri Caffarel
Henri Caffarel (Lyon, 30 de julio de 1903; Troussures, 18 de septiembre de 1996) fue un sacerdote católico francés y fundador de los Equipos de Nuestra Señora (en francés, Équipes de Notre Dame) en 1939.

## Datos biográficos

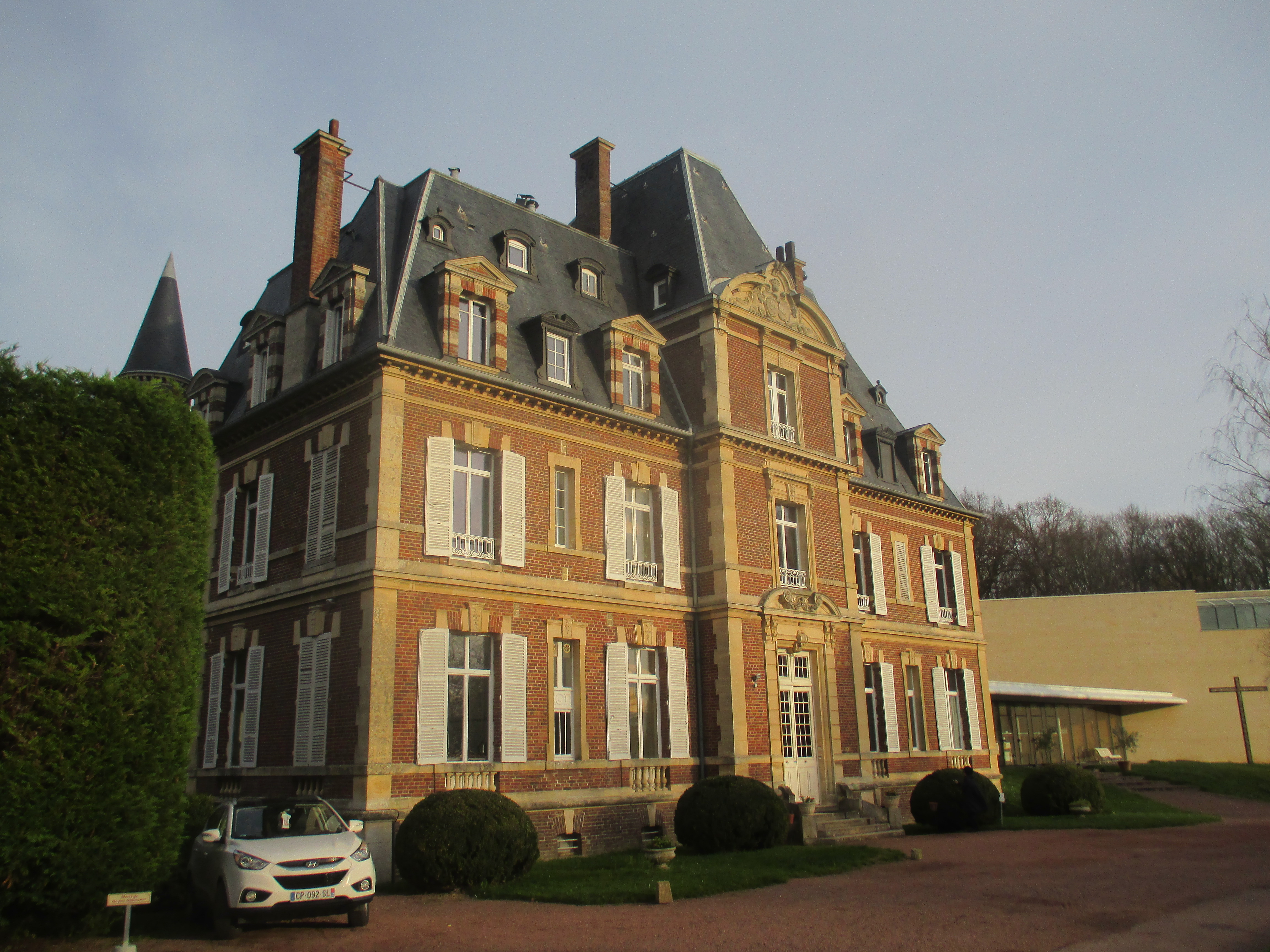
Vista del castillo de Troussures con su capilla a la derecha. Pertenece a la Comunidad Saint-Jean.

Cursó sus estudios secundarios en el colegio de los Maristas de Lyon. Inicia su etapa universitaria en la Facultad de Derecho, que tiene que abandonar por razones de salud. Después de sus años de formación, es ordenado sacerdote en París por el Cardenal Verdier el 19 de abril de 1930. Sacerdote de la diócesis de París, su actividad se concentra en la formación espiritual de los jóvenes laicos, en el seno de la Juventud Obrera Católica y más tarde en el secretariado de la Acción Católica para los medios de comunicación: la radio y el cine. Los años anteriores a la Segunda Guerra Mundial, 1936-1939 su actividad se centra en dar retiros espirituales especialmente a jóvenes estudiantes.
El 25 de febrero de 1939 tiene lugar la primera reunión del Movimiento de espiritualidad conyugal Equipos de Nuestra Señora (ENS), del francés Equipes Notre-Dame, es un movimiento eclesial de la Iglesia católica, movimiento fundado por él, y hoy presente en más de 90 países en los cinco continentes. Su fin es el de ayudar y orientar a parejas a formar matrimonio. En 1992 fue reconocida, por el Consejo Pontificio para los Laicos,  como asociación internacional de fieles de derecho pontificio.
En 1947 el Padre Caffarel crea la Carta Fundacional de los Equipos. En 1973 deja la dirección de los ENS en manos de un equipo responsable de 6 matrimonios y un consiliario, y se retira en la casa de Troussures que él transforma en casa de oración. En ese lugar ya desde 1966 el Padre Caffarel había organizado semanas de oración y elaborado las grandes líneas de esas semanas.
En 1945, funda entre otras, la revista “L’anneau d’Or”, publicación de espiritualidad conyugal y familiar, que tendrá una gran repercusión y difusión en los medios católicos principalmente franceses, hasta su desaparición en 1967. En 1956, preocupado por la preparación al matrimonio crea el Centro de Preparación al Matrimonio (CPM) inicialmente ligado a los Equipos de Nuestra Señora, hasta convertirse en un movimiento independiente. En 1957 pone en marcha una pequeña revista “Cuadernos sobre la oración”, que junto con los cursillos por correspondencia ocuparán durante muchos años hasta 1989 su actividad, además de la de dirección de los Equipos de Nuestra Señora, hasta 1973.
Fallece en Troussures el 18 de septiembre de 1996, a los 93 años de edad.
La causa de beatificación del Padre Caffarel fue abierta el 25 de abril de 2006 por el cardenal André Vingt-Trois, arzobispo de París, a petición de los Equipos de Nuestra Señora, con el acuerdo del obispo de Beauvais, diócesis a la que pertenecía, y de la congregación para la causa de los santos basándose en la certeza de que el Padre Caffarel era un Servidor de Dios. Su santidad era la de un profeta del siglo XX, tal como lo definió en su funeral en la iglesia de la Madeleine el arzobispo de París cardenal Lustiger. Superada la fase diocesana de la causa de beatificación del Padre Caffarel, en la que ejerció de postulador el dominico  Paul Dominique Marcovits, se está desarrollando la fase romana del proceso, en la que el Padre Angelo Paleri ejerce de postulador de la misma.

## Obras

### Obras en español
- Caffarel, H. (1962). Cartas sobre la oración, Euramerica, Madrid.

- Caffarel, H. (1964). Sobre el amor y la gracia, Euramerica, Madrid.

- Caffarel, H. (1965). El matrimonio, ese gran sacramento, L’Anneau d’Or, Euramerica, Madrid.
- Caffarel, H. (1967). El matrimonio, camino hacia Dios, L’Anneau d’Or, Euramerica, Madrid.

- Caffarel, H. (1987). La Oracion intérior y sus técnicas, Ediciones Paulinas, Madrid. ISBN 84-285-1156-X.

- Caffarel, H. (1993). No temas recibir a María, tu esposa, Ediciones Rialp, Madrid. ISBN 978-84-321-3010-6.

- Caffarel, Henri (1993). No temas recibir a María, tu esposa: El matrimonio de la Virgen y San José. Ediciones Rialp. ISBN 9788432130106.

- Caffarel, Henri (2010). La Oración. Guías en el camino: Antología. Editorial San Pablo. ISBN 9789587153804.

- Caffarel, H. (2015). En presencia de Dios, cien cartas sobre la oración, PPC, Editorial y Distribuidora, SA. Madrid. ISBN 978-84-288-2852-9.
- Caffarel, H. (2017). En las encrucijadas del amor, PPC, Editorial y Distribuidora, SA. Madrid. ISBN 978-84-288-3155-0

### Obras en francés
- Caffarel, H. (1954). Propos sur l’amour et la grâce, Paris, Feu Nouveau.

- Caffarel, H. (1958). L’amour plus fort que la mort, avec A.-M. Carré, L. Lochet, A.-M. Roguet, Paris, Feu Nouveau, et Paris, Cerf, Coll. Foi Vivante.

- Caffarel, H. (1960). Lettres sur la prière, Paris, Feu Nouveau.

- Caffarel, H. (1970).La pensée de Paul VI sur Sexualité, Mariage, Amour, Introduction et notes du Chanoine H. Caffarel, Texte intégral du discours du Pape aux Equipes Notre-Dame le 4 mai 1970, Paris, Feu Nouveau.

- Caffarel, H. (1971). Amour, qui es-tu ? Grandes pages sur l’amour d’écrivains contemporains présentées par Henri Caffarel, Paris, Feu Nouveau.

- Caffarel, H. (1976). Le renouveau charismatique interpellé. Etudes et Documents, avec J.-R. BOUCHET, Paris, Feu Nouveau.

- Caffarel, H. (1980). Dieu, ce nom le plus trahi, Anthologie, Paris, Feu Nouveau.

- Caffarel, H. (1982).Camille C. ou l’emprise de Dieu, Paris, Feu Nouveau.

- Caffarel, H. (1982). Le portrait spirituel de Camille C., Paris, Feu Nouveau.

- Caffarel, H. (1988). Les equipes Notre- Dame: essor et mission des couples chrétiens. Secretariat des E.N. D.

- Caffarel, H. (2003). Cinq soirées sur la prière intérieure, Paris, Feu Nouveau, 1980 et Paris, Parole et Silence.

- Caffarel, H.  (2006). L’oraison. Jalons sur la route, Paris, Parole et Silence ( réédition d’une brochure des Editions du Feu Nouveau) ISBN 978-2-84573-395-4.

- Caffarel, H. (2006). Nouvelles lettres sur la prière, Paris, Feu Nouveau, 1975 et Paris, Parole et Silence.

### Textos escogidos
- Caffarel, H. (2013). Le mariage, aventure de sainteté. Grands textes sur le mariage, Paris, Parole et Silence.

- Caffarel, H. (2015). Je voudrais savoir prier. Choix de textes. Paris, Parole et Silence. ISBN 978-2-88918-458-3.

## Enlaces externos

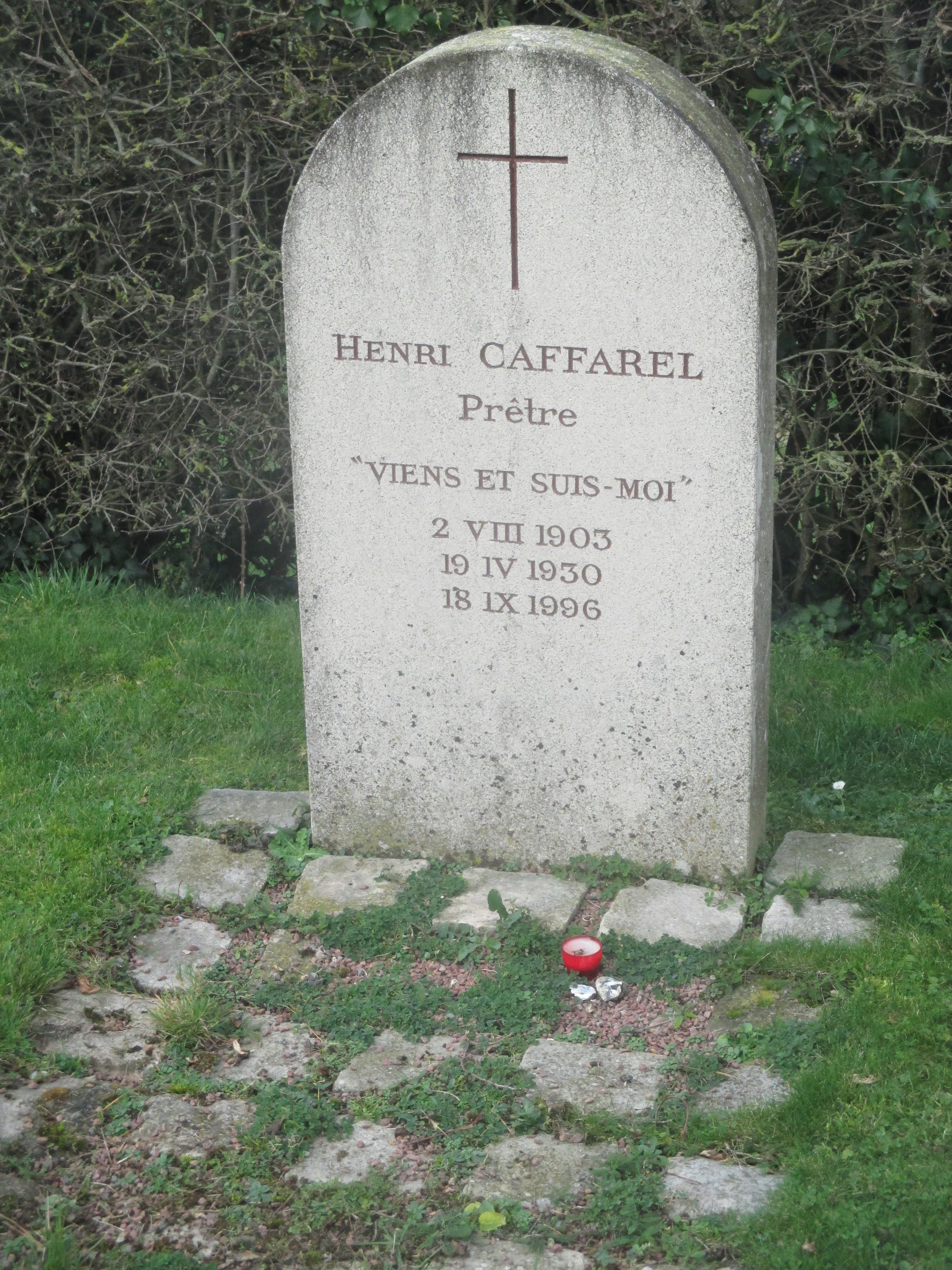
Sepultura.